# Кочламазашвілі Йосип Дмитрович
Йосип Дмитрович Кочламазашвілі (1906, містечко Ашкала Борчалінського повіту Тифліської губернії, тепер Республіка Грузія — червень 1969, місто Тбілісі, тепер Республіка Грузія) — радянський партійний діяч, 2-й секретар ЦК КП(б) Грузії, голова виконавчого комітету Тбіліської міської ради, голова Грузинської республіканської ради профспілок. Член Бюро ЦК КП(б) Грузії до 14 квітня 1953 року. Кандидат у члени Бюро ЦК КП Грузії з 14 квітня по 20 вересня 1953 року. Депутат Верховної Ради СРСР 1—3-го скликань.

## Біографія
Народився в родині дорожнього майстра. Деякий час навчався в залізничному училищі в Караклісі (Вірменія). У дванадцятирічному віці втратив батька. Працював на будівництві в Тифлісі, був носильником на станції в Самтреді.
У лютому 1921 — квітні 1923 року — чорнороб (поденний робітник із вивантаження вапна, покрівельник), учень слюсаря майстерень служби шляхів на станції Батум Закавказької залізниці. У 1922 році вступив до комсомолу.
У квітні 1923 — листопаді 1925 року — помічник слюсаря, слюсар 7-го розряду депо станції Батум Закавказької залізниці.
Член РКП(б) з січня 1924 року.
У листопаді 1925 — квітні 1928 року — інструктор, завідувач економічного відділу Аджарського обласного комітету ЛКСМ Грузії; голова Спілки будівельників Аджарської АРСР.
У квітні — листопаді 1928 року — завідувач організаційного відділу Ради професійних спілок Аджарської АРСР.
У листопаді 1928 — травні 1929 року — відповідальний секретар центрального управління Спілки будівельників Грузії.
У травні 1929 — листопаді 1930 року — секретар Всесоюзної ради з фізичної культури ЦВК Грузинської РСР в Тифлісі.
У листопаді 1930 — липні 1931 року — завідувач організаційного відділу Кварельського районного комітету КП(б) Грузії.
У липні 1931 — травні 1932 року — голова районної ради професійних спілок в місті Тифлісі. У 1932 році закінчив два курси економічного технікуму в Тифлісі.
У травні 1932 — вересні 1933 року — секретар Ткібульського районного комітету КП(б) Грузії.
У вересні 1933 — червні 1934 року — завідувач організаційного відділу, завідувач промислово-транспортного відділу, інструктор Тифліського комітету КП(б) Грузії.
У червні 1934 — квітні 1937 року — 1-й секретар Гурджаанського районного комітету КП(б) Грузії.
13 квітня 1937 — 23 лютого 1938 року — в.о. 1-го секретаря, 1-й секретар Аджарського обласного і Батумського міського комітетів КП(б) Грузії.
У лютому — 31 серпня 1938 року — 2-й секретар ЦК КП(б) Грузії.
8 липня 1938 — 24 березня 1947 року — голова Верховної Ради Грузинської РСР.
У вересні 1938 — 11 травня 1943 року — голова виконавчого комітету Тбіліської міської ради депутатів трудящих.
12 травня 1943 — 10 квітня 1946 року — заступник голови Ради народних комісарів Грузинської РСР по тваринництву.
10 квітня 1946 — 18 березня 1947 року — міністр тваринництва Грузинської РСР.
У квітні 1947 — 13 січня 1949 року — міністр м'ясної і молочної промисловості Грузинської РСР.
У листопаді 1948 — 16 квітня 1953 року — голова Грузинської республіканської ради профспілок.
15 квітня 1953 — 15 січня 1955 року — міністр торгівлі Грузинської РСР.
Потім — на пенсії.
Помер у червні 1969 року в Тбілісі.

## Нагороди
- орден Леніна
- два ордени Трудового Червоного Прапора
- орден Червоної Зірки
- медаль «За оборону Кавказу»
- медаль «За доблесну працю у Великій Вітчизняній війні 1941—1945 рр.»
- медалі